# Heinrich Feer
Heinrich Feer  ( 1857 -1892 ) fue un botánico suizo, especializado en la familia de Campanulaceae.

## Algunas publicaciones
- Feer H. 1890. Beiträge zur Systematik und Morphologie der. Campanulaceen. Am. J. Bot. 80 (12): 1427– 1436

## Honores

### Eponimia
- (Campanulaceae) Feeria Buser[1]

- La abreviatura «Feer» se emplea para indicar a Heinrich Feer como autoridad en la descripción y clasificación científica de los vegetales.[2]

Sus 31 identificaciones y clasificaciones de nuevas especies las publicaba : Bot. Jahrb. Syst.; J. Bot.; Bull. Herb. Boissier.